# Evaristo Scorza
Evaristo Penna Scorza (Lavras, a 20 de agosto de 1899 – 29 de março de 1969) foi um engenheiro de minas e metalurgia brasileiro. Ingressou no Serviço Geológico e Mineralógico do Brasil em 1924 e seguiu logo para dirigir trabalhos para pesquisa de carvão mineral em Nova Veneza e Treviso, em Santa Catarina.

## Biografia
Durante seus quase 45 anos de carreira, dividiu sua atividade em trabalho de campo (reconhecimento geológico) e pesquisa de laboratório, além de tarefas administrativas de chefe da Seção de Petrografia (em que era especialista) e Mineralogia, assim como diretor da Divisão de Geologia e Mineralogia do Departamento Nacional da Produção Mineral. Conduziu várias pesquisas pioneiras em vários estados brasileiros, como Rio Grande do Sul, Minas Gerais e Paraíba. Publicou 55 trabalhos sobre temas de sua especialidade, como resultados mineralógicos e estudos petrográficos de vários tipos, inclusive raridades como o estudo das rochas alcalinas das Ilhas Martim Vaz, onde se deu conta da existência de um mineral muito raro, a hauynita.
Deu nome a um mineral, ao qual descobriu, a scorzalita.